# Kim Bok-joo
Kim Bok-joo (parfois écrit Bock-ju, né le 17 octobre 1960) est un athlète sud-coréen, spécialiste du 800 et du 1 500 m.
L'IAAF lui donne comme record un temps de 1 min 48 s 40, obtenu à Helsinki lors des premiers Championnats du monde, le 7 août 1983. Il a obtenu de nombreuses médailles dans les championnats continentaux, notamment une médaille d'or et d'argent lors des Jeux asiatiques de 1990.
Sports-Reference lui donne les temps suivants : 1 min 47 s 55 (1982) et 3 min 45 s 4 (1984).